# Henry Bengelsdorf
Henry Bengelsdorf (* 23. Januar 1901 in Hamburg; † 7. Oktober 1955) war ein deutscher Politiker  der SPD und Mitglied der Hamburgischen Bürgerschaft.

## Leben
Henry Bengelsdorf war gelernter Handlungsgehilfe und arbeitete als Inspektor bei der AOK.
Er war Mitglied der SPD in den Jahren 1919 bis 1933. Für seine Partei war er als Bezirksführer und nach dem Zweiten Weltkrieg als Distriktvorsitzender tätig. Er wurde Anfang der Zeit des Nationalsozialismus durch die neuen Machthaber über elf Monate im Gefängnis Fuhlsbüttel inhaftiert. Ihm wurde vorgeworfen sich an der Vorbereitung zum Hochverrat beteiligt zu haben. Zudem musste er seine Anstellung aufgeben. Trotz der persönlichen Inhaftierung und Verfolgung durch das Nazi-Regime stellte er im Jahr 1939 einen Antrag, um in die NSDAP aufgenommen zu werden. Dieser Antrag wurde im Jahr 1940 abgelehnt.
Nach dem Ende des Nationalsozialismus trat Bengelsdorf wieder den Sozialdemokraten bei und wurde für seine Partei im Jahr 1946 in die erste frei gewählte Bürgerschaft gewählt. Er saß in der Hamburgischen Bürgerschaft nur die erste Wahlperiode (bis 1949) und schied dann wieder aus. Er forderte unter anderem die bessere Anbindung Steilshoops und Bramfelds an den Nahverkehr.
Als Würdigungen wurden im Jahr 1972 in Bramfeld die Bengelsdorfstraße und der Bengelsdorfstieg nach ihm benannt.